# Brønderslev (općina)
Brønderslev je općina u danskoj regiji Sjeverni Jutland.

## Zemljopis
Općina se nalazi u sjevernom dijelu poluotoka Jutlanda, prositire se na 633,18 km2.

## Stanovništvo
Prema podacima o broju stanovnika iz 2010. godine općina je imala 35.804 stanovnika, dok je prosječna gustoća naseljenosti 56,5 stan/km2. Središte općine je grad Brønderslev.

### Veća naselja
| Veća naselja u općini |                   |                    |
| Br.                   | Naselje           | Stanovnika (2010.) |
| 1.                    | Brønderslev       | 11.796             |
| 2.                    | Hjallerup         | 3.708              |
| 3.                    | Dronninglund      | 3.196              |
| 4.                    | Asaa              | 1.225              |
| 5.                    | Øster Brønderslev | 975                |
| 6.                    | Klokkerholm       | 933                |
| 7.                    | Jerslev           | 842                |
| 8.                    | Flauenskjold      | 723                |
| 9.                    | Agersted          | 566                |
| 10.                   | Serritslev        | 494                |

## Vanjske poveznice
- Službena stranica općine  Arhivirana inačica izvorne stranice od 18. studenoga 2019. (Wayback Machine)